# Pommerska kriget
Pommerska kriget var ett krig som utkämpades mellan Sverige och Preussen 1757–1762. Det var en del av det större sjuårskriget 1756–1763, som fördes mellan stormakterna Preussen och Storbritannien-Hannover å ena sidan och Österrike, Frankrike och Ryssland å andra sidan.

## Bakgrund
Sjuårskriget berodde på ouppklarade motsättningar från tidigare krig, framför allt österrikiska tronföljdskriget 1740–1748. Kriget började i kolonierna och drabbade först inte Europa. I januari 1756 bildade Storbritannien och Preussen en allians och övergav sina tidigare allierade. De tidigare ärkefienderna Frankrike och Österrike bildade då en motallians. Detta hade inte ingått i britternas och preussarnas kalkyler, och Preussen stod snart isolerat mot en växande allians av kontinentaleuropeiska makter, som slutligen utökades till att även inkludera Ryssland och Spanien.
I detta besvärliga läge beslöt Fredrik II av Preussen att slå till först genom att invadera grannlandet Sachsen. Detta inledde en kedjereaktion och snart var nästan hela Europa indraget i kriget.
Sverige stod inledningsvis utanför kriget. I mitten av juli 1756 hade den svenska riksdagen, på danskt initiativ, drivit igenom en nordisk neutralitetsakt, som var avsedd att hålla både Danmark och Sverige utanför kriget. De två dominerande svenska riksdagspartierna hattpartiet och mösspartiet hade enats om att freden skulle hållas.
På hösten 1756 åberopade den österrikiska kejsarinnan Maria Teresia och den tyska riksförsamlingen en klausul i den westfaliska freden från 1648, alltså 108 år tidigare, som stadgade att Frankrike och Sverige förbundit sig att gemensamt ingripa mot all omotiverad aggression i Tyskland. Med stöd av denna klausul så borde Sverige utfärda ett ultimatum till Preussen, eller avsäga sig den roll man fått efter 30-åriga kriget.
Hattpartiet, som då hade makten i Sverige, räknade med att Fredrik II av Preussen inte skulle klara att försvara sig mot sina många fiender under sjuårskriget. Detta skulle därför ge ett tillfälle för Sverige att enkelt kunna få tillbaka sina besittningar i Pommern, som 1720 avträtts till Preussen. Dessutom ville hattarna genom att bidra till Fredrik II:s fall förödmjuka och oskadliggöra hans syster, drottning Lovisa Ulrika, som fått hattarna som fiender genom sitt kuppförsök 1756. Slutligen bidrog det till att hattarna följde den franska linjen inom utrikespolitiken.
Den 21 mars 1757 slöt hattregeringen en konvention med Frankrike och Österrike. I kraft av denna förklarade Sverige och Frankrike för den tyska riksdagen, att de i enlighet med den Westfaliska freden skulle upprätthålla Tysklands frihet. Genom Frankrikes förespeglingar om subsidier lockades därefter hattregeringen att i juni samma år gå från ord till handling genom att föra över 20 000 man till Tyskland. Denna operation tog tid och exempelvis anlände till Stralsund under augusti 1757: 1000 man ur Livgardet, 918 man ur Upplands regemente, 389 man ur Södermanlands regemente, 1000 man ur Östgöta infanteriregemente, 680 man ur Västgöta-Dals regemente, 500 man ur Prins Gustafs regemente, 435 man ur Smålands kavalleriregemente, 100 man ur Södra Skånska kavalleriregementet, 192 man ur Artilleriregementet, vilket totalt ger ca 5200 man. I början a september anlände till detta ytterligare 208 man ur Artilleriregementet, 611 man ur Södermanlands regemente, 250 man ur Prins Gustafs regemente, 1000 man ur Västmanlands regemente, 500 man ur Norra Skånska kavalleriregementet, 900 man ur Södra Skånska kavalleriregementet och 65 man ur Smålands kavalleriregemente. Detta ökade totalen av svenska trupper i och runt Stralsund till ca 8700 man.
Den 2 september 1757 lämnade det Preussiska sändebudet i Stockholm, Greve Solms, sin tjänst utan att upplysa den svenska regeringen om sin avresa.

## Kriget inleds

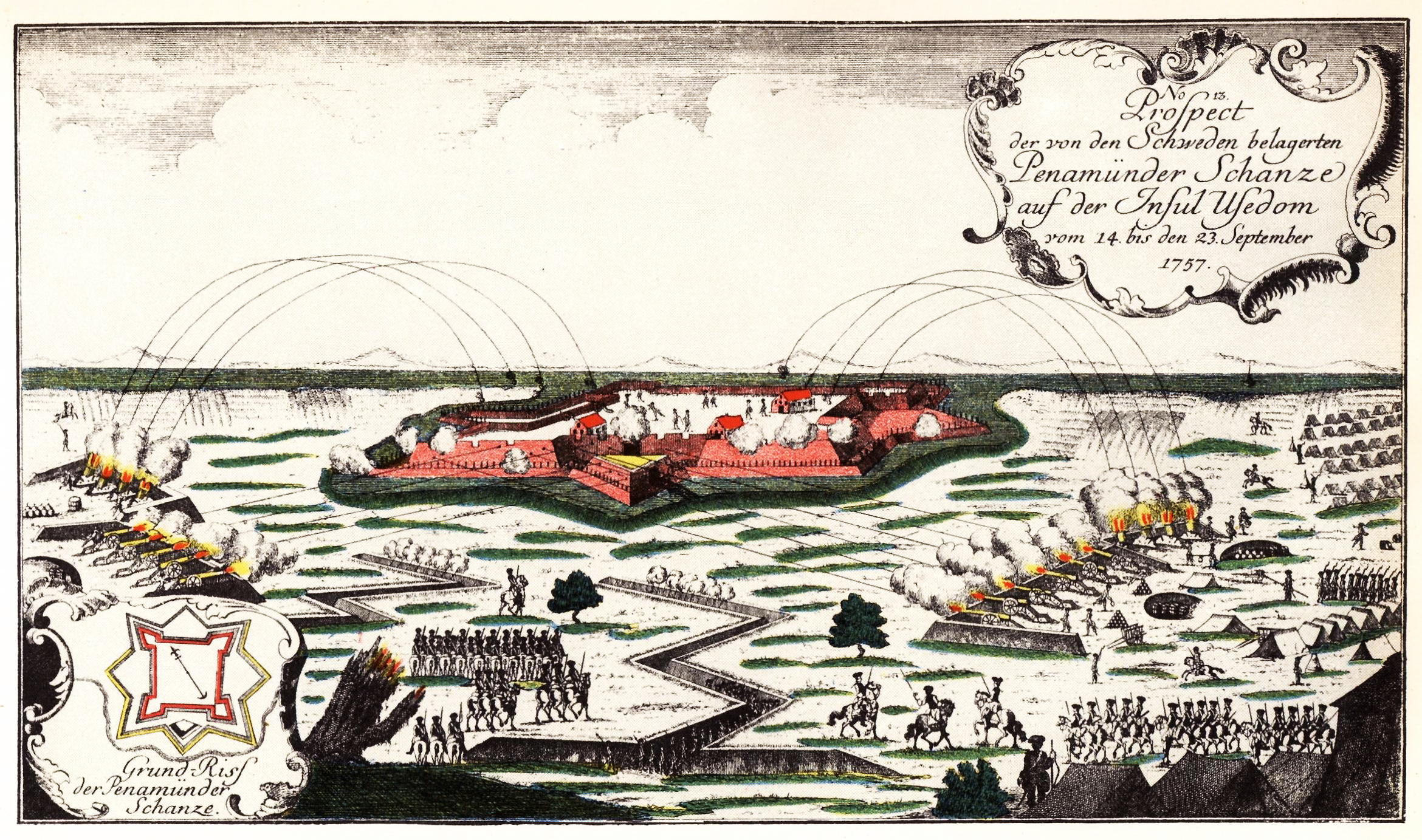
Belägringen av Peenemünde skans på Usedom 14-23 september 1757 avbildad på samtida kopparstick.

Den 13 september avsände Sverige en deklaration till Preussen om orsakerna till stridens inledande.
| ”                                                                    | Alldenstund Hans Maj:t Konungen i Swerige, i följe af den, utaf Hans Maj:t och Kronan Swerige wid Loflige Riksförsamlingen i Regensburg gjorde Declaration, funnit sig föranlåten, at låta en Corps Troppar rycka in i Kongl. Preussiske Länderne, til at gifwa behörigt eftertryck åt Garantien, til hwilken Hans Maj:t i kraft av Westphaliska Freden är förbunden emot Romerska Riket... | „ |
| – Utdrag ur Sveriges deklaration till Preussen vid krigets inledande | |   |

Samma dag ryckte den svenska armén in i preussiska Pommern och man tog Anklam samma kväll genom överrumpling. Den 14 september överförde svenskarna trupper till Usedom och man intog omgående Swinemünde skans, samtidigt som man startade belägringen av Peenemünde skans som föll till de svenska trupperna den 23 september.
Eftersom Sverige ville undvika intrycket av ett anfallskrig, som inte fick inledas utan riksdagens samtycke, utfärdades ingen krigsförklaring. Inryckningen i Pommern framställdes gentemot tyska riksdagen som att den enbart syftade till att återställa freden. Först efter att fientligheterna inletts slöts den 22 september 1757 ett subsidiefördrag med Frankrike och dess allierade. Den svenska regeringen, som redan gått för långt för att kunna dra sig tillbaka från striderna, fick då finna sig i mindre gynnsamma villkor än man hade räknat med.

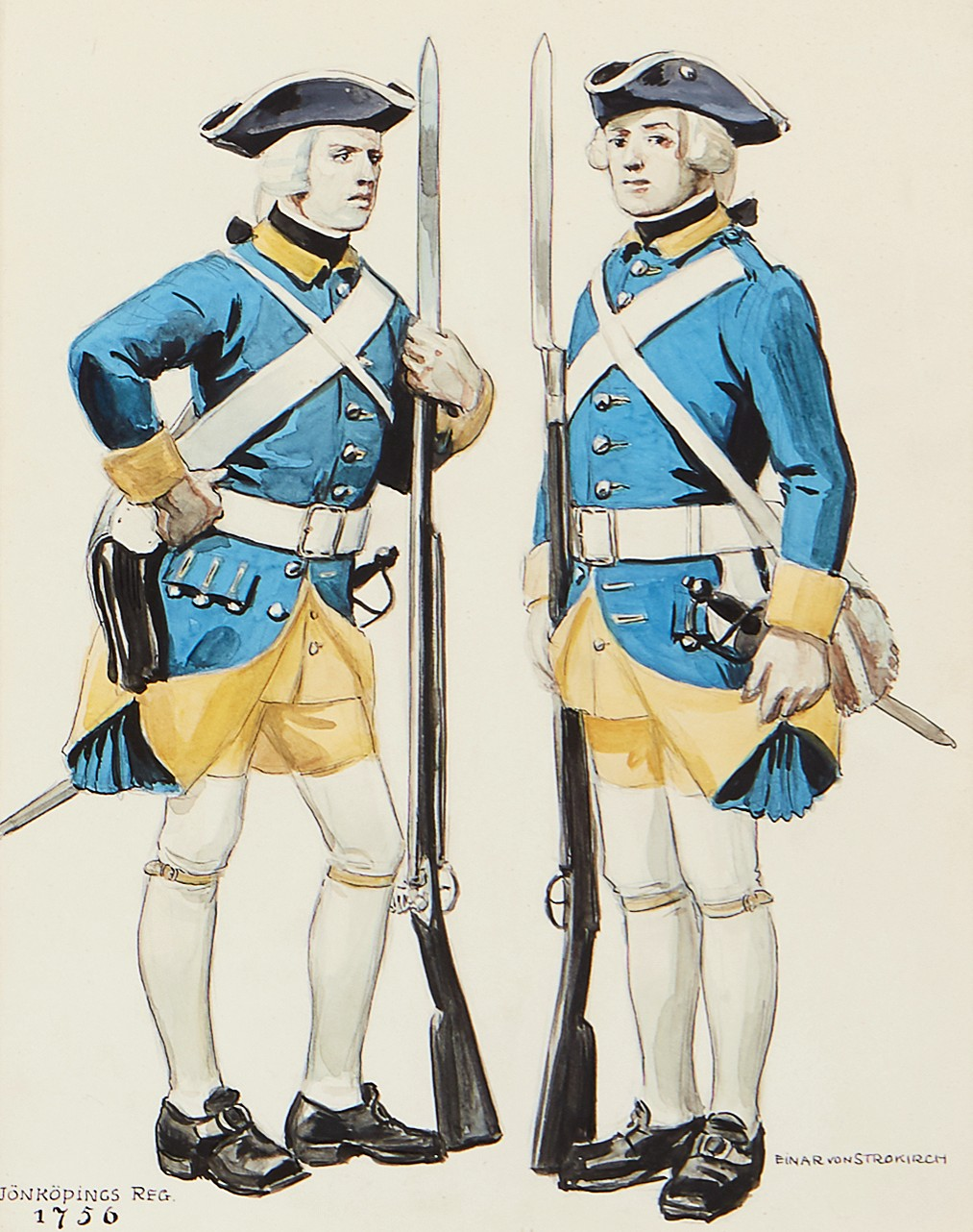
Svenska soldater från Jönköpings regemente vid tiden för Pommerska krigets utbrott. Soldaterna är klädda i uniform m/1756.

## Den svenska arméns skick vid krigsutbrottet
Efter Karl XII:s död hade den svenska arméns effektivitet försämrats påtagligt. Detta berodde i första hand på den omfattande korruptionen under frihetstiden och en ren ovilja att hålla en stark krigsmakt på fötter. Bristerna blev plågsamt uppenbara under Hattarnas ryska krig 1741-43. Trots detta hade inga omfattande åtgärder vidtagits för att rusta upp armén. Stora resurser hade visserligen lagts på fästningsbyggen i Finland men de indelta soldaterna, kärnan av armén, saknade träning och krigserfarenhet. 
Då svenska armén i Tyskland inte ansågs behövas till annat än att ta territorium i besittning som erövrats av de allierade, hade förbanden skickats iväg utan annars nödvändiga förberedelser och utan att man hade pengar för att försätta dem i krigsdugligt skick. Detta satte sin prägel på hur kriget utspelade sig.
Gevären hade tillverkats utan tillräcklig kontroll, med följden att fjädrarna var för svaga, så att stålen inte gav eld och att piporna ofta sprang vid skottlossningen. Och när de höll så stötte de illa konstruerade gevären så illa att, som Axel von Fersen skriver till krigskollegium,"soldaten var räddare för eget än för fiendens skott". Kulorna var av annan kaliber än gevären och måste stöpas om. Stålet i kavalleriets värjor var så skört att de ofta bröts av vid första stöt. Trossen var också ytterst bristfällig och anordningarna för sjukvården i stil med det övriga. Tillståndet hade ytterligare förvärrats genom det planlösa sätt på vilket arméns förnödenheter inlastats. Därför hände det att ett regemente vid framkomsten till Pommern saknade kappor, ett annat tält, ett tredje skor och strumpor, ett fjärde fältkittlar. Och av trossvagnarna hade vagnskorgarna lastats på ett fartyg, hjulen på ett annat, förspannen på ett tredje, locken på ett fjärde, så att när den ena delen av en vagn kom fram var den andra fortfarande kvar i Sverige.

## Krigets förlopp
Själva förutsättningen för den svenska operationen, att Fredrik II skulle lida nederlag, visade sig bygga på felaktiga förhoppningar. Vid underrättelsen om den preussiska segern i slaget vid Rossbach den 5 november 1757 vågade den svenske befälhavaren, fältmarskalk Mattias Alexander von Ungern-Sternberg inte verkställa sin regerings befallning och franska ombudet Marc René de Montalemberts uppmaningar att tåga mot Berlin, på grund av hur illa utrustad hans armé var. Istället återvände han till svenska Pommern i november 1757, där svenskarna ringades in i Stralsund och på Rügen av en preussisk armé.

Von Ungern-Sternberg fick den 21 december 1757 lämna befälet över armén till förmån för Gustaf Fredrik von Rosen, som den 7 januari 1758 de facto övertog befälet. Inte heller han kunde uträtta något, utan tvingades ligga overksam bakom preussarnas blockad. Den 18 juni 1758 upphävdes blockaden genom att en rysk armé trängde fram, men von Rosen hade då tröttnat på sin otacksamma uppgift, och befälsuppdraget övergick till Gustaf David Hamilton.

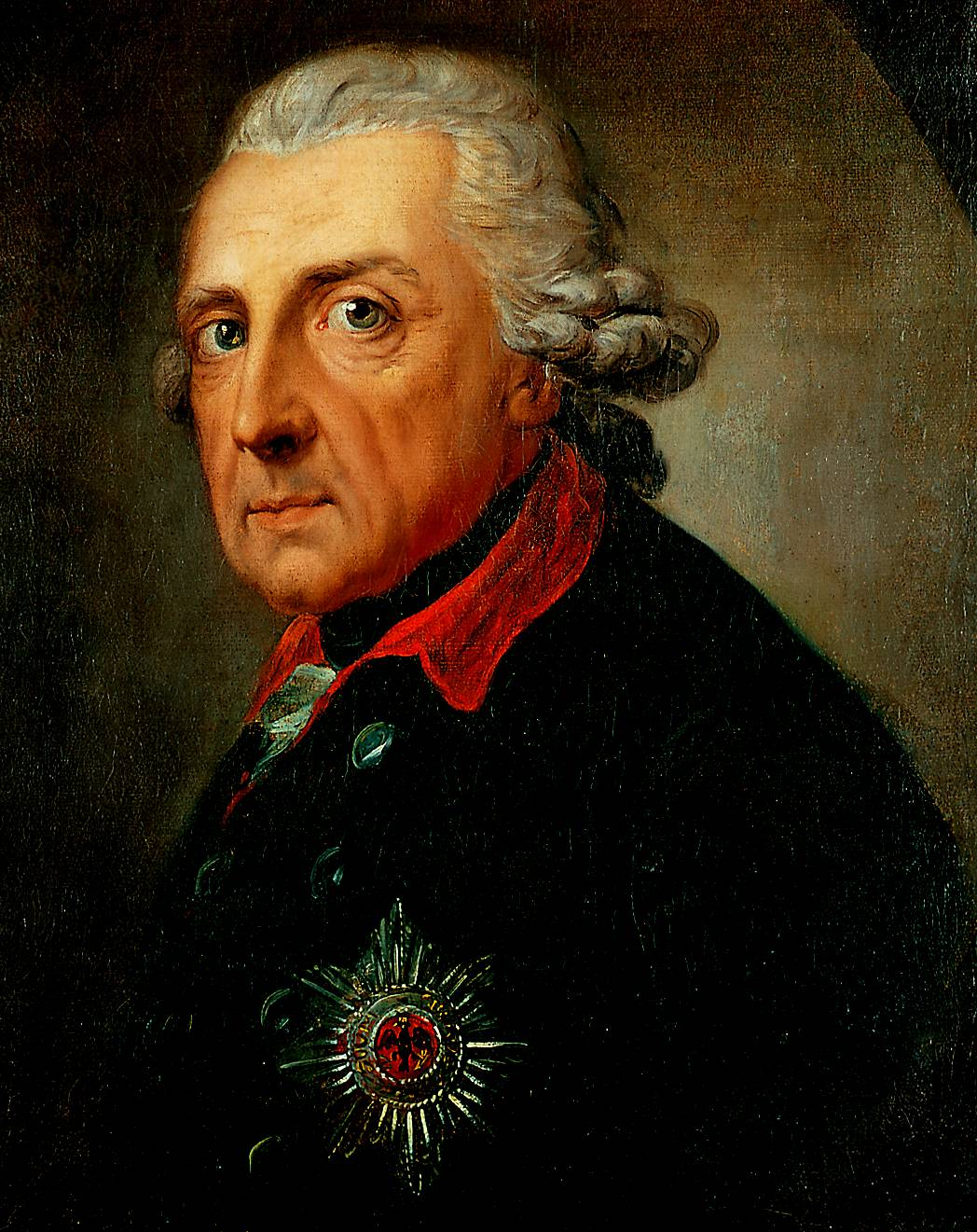
Fredrik II (1712–1786), kung av Preussen 1740–1786.

Augustin Ehrensvärd erövrade Peenemünde skans den 27 juli, och med 16 000 man bröt Hamilton upp för att understödja ryssarna, som belägrade Küstrin. Men efter det ryska nederlaget i slaget vid Zorndorf beslöt han i stället att tåga till Sachsen för att förena sig med österrikarna. Han kom dock inte längre än till Neuruppin i Brandenburg. En strövkår, som han sände ut därifrån, led den 26 september ett svårt nederlag vid slaget vid Tornow, men däremot lyckades major Carl Constantin De Carnall den 28 september med 800 man försvara Fehrbellin mot cirka 5 000 preussare.
Då österrikarnas infall i Sachsen misslyckades lämnade Hamilton Neuruppin den 10 oktober och närmade sig Oder i hopp om en samverkan med ryssarna, men dessa gick i vinterkvarter, och då återvände Hamilton till Svenska Pommern. Kritik som han med anledning av detta fick av regeringen, fick honom att avstå från befälet över armén, vilket den 23 november 1758 istället gavs i uppdrag åt Jacob Albrecht von Lantingshausen, som tog över den 19 december. I början av 1759 blev han dock tvungen att dra sig tillbaka till Stralsund, eftersom han var ställd inför en överlägsen preussisk armé. Detta ledde till att garnisonerna i Demmin, Anklam och Peenemünde gick förlorade, dock först efter motstånd.
Genom ryssarnas framryckning befriades i maj 1759 Svenska Pommern från preussarna, men brist på pengar och förnödenheter gjorde att detta årets fälttåg kunde inledas först i augusti. Målet var att belägra Stettin, och som en förberedelse för detta lät Lantingshausen Axel von Fersen med 4 000 man erövra Usedom och Wolin under det han själv med huvudarmén (10 000 man) ryckte in i preussiska Pommern, där han under småstrider höll sig kvar en tid. Till följd av bristande medverkan från bundsförvanterna kom dock belägringen av Stettin inte att fullföljas, och på senhösten gick armén åter i kvarter i Svenska Pommern.
Den 20 januari 1760 försökte preussarna liksom föregående år tränga in dit, men denna gång blev de tillbakadrivna, och den 28 januari trängde en svensk trupp in i Anklam och vid Slaget vid Anklam tog svenskarna själva den fientliga generalen, Heinrich von Manteuffel, till fånga. Trots denna framgång och att de preussiska arméerna till största delen var upptagna på annat håll, kunde Lantingshausen till följd av sitt besvärliga läge inte rycka in på fiendens territorium med 15 000 man förrän i augusti. Hans avsikt var egentligen bara att hitta underhåll där. Under ständiga småstrider med en preussisk styrka på 6 000 man framträngde han med huvudstyrkan till Prenzlau i Brandenburg, och lämnade Augustin Ehrensvärd med en avdelning i Pasewalk. Där angreps han av fienden. Anfallet slogs tillbaka, men Ehrensvärd sårades och blev tvungen att lämna befälet över armén.
Då även en mängd officerare vid denna tid lämnade armén för att delta i riksdagen, som samlats till möte, uppstod det brist på befäl. Därför återvände Lantingshausen till Svenska Pommern, där han under den vintern inte stördes av fienden. Fastän han skött befälet på ett sätt som överträffade alla förväntningar var han trött på de oerhörda svårigheterna, och utverkade i juni 1761 att få lämna befälet. Först i juli blev hans efterträdare Augustin Ehrensvärd i stånd att med 7 000 man rycka fram på fiendens territorium. Fastän styrkan var överlägsen den preussiska armé som försökte hindra framryckningen kunde han till följd av den dåliga utrustningen inte rycka fram särskilt långt, och fälttåget utgjordes bara av mindre strider, som huvudsakligen var framgångsrika för svenskarna. I september sände Ehrensvärd ett par regementen under greve Fredrik Vilhelm von Hessenstein till Usedom och Wolin för att understödja ryssarna, som belägrade Kolberg. Men då även dessa led av allehanda brister återkallades de snart av Hessenstein, och i oktober återvände hela den svenska armén till Svenska Pommern.
Då preussarna började störa hans gränsposteringar skickade han Jacob Magnus Sprengtporten med en avdelning lätta trupper, den s.k. Sprengtportenska frikåren, in i Mecklenburg, och denne erövrade 23 december preussarnas främsta förrådsort, Malchin. Där blev han emellertid omringad av en överlägsen styrka, men då bröt Ehrensvärd upp för att undsätta styrkan. Förtruppen under De Carnall besegrade 2 januari 1762 vid Neukalden en preussisk trupp, som försökte spärra vägen, och Ehrensvärd tågade in i Malchin. Omedelbart därefter återvände han dock till Svenska Pommern, och den 7 april slöt han på eget bevåg ett vapenstillestånd, som varade tills freden slöts.

## Inrikespolitiska konsekvenser av kriget

Lovisa Ulrika (1720–1782), svensk drottning 1751–1771, syster till Fredrik II av Preussen, gift med Adolf Fredrik, mor till Gustav III, Karl XIII, Fredrik Adolf och Sofia Albertina.

Kriget hade kostat 30 000 svenska och finska liv samt 62 miljoner riksdaler. Motviljan mot det dyrbara och framgångslösa kriget hade vid riksdagen orsakat att hattarnas maktposition vacklade. När den ryska kejsarinnan Elisabets död i januari 1762 förändrade hela den politiska situationen i Europa och innebar en risk att Ryssland skulle bli Sveriges fiende istället för allierade, beslöt Sekreta utskottet den 13 mars 1762 att Sverige skulle försöka utverka en separatfred. Genom drottningens, Lovisa Ulrikas, kontakter kom en förhandling i gång, och den 22 maj 1762 slöts freden i Hamburg, som innebar att kriget avslutades utan varken vinst och förlust vad gäller territorium.
De allra flesta svenska soldater som dog i kriget avled av sjukdomar, som var en följd av bristfällig utrustning, dålig föda, osunda bostäder och avsaknad av ordentlig läkarvård. Sveriges utgifter för kriget uppgick till 62 miljoner daler silvermynt.
Den oreda som kriget orsakade i de svenska statsfinanserna bidrog till att hattarna föll från makten 1765.
Även om kriget var resultatlöst ur erövringssynpunkt, så ledde det till att arméns krigsduglighet ökade, genom att ge förbanden krigserfarenhet under svåra förhållanden. Uppsättandet av den Sprengtportenska frikåren betraktades som särskilt lyckosam.
Många svenska soldater som deltog i kriget tog med sig det tyska bruket att odla potatis hem till Sverige. En och annan officer befallde rent av sina knektar att efter tyskt mönster plantera "jordpäron" på sina boställen. Carl Tersmeden beskrev hur en dragon, som han underhöll på sin gård i Finland, efter hemkomsten från pommerska kriget berättade för honom "att alla hade i Tyskland fått en sådan smak för potatoes, att aldrig en ryttaresoldat eller båtsman rest hem, som intet medtagit minst ett stop att kunna sätta uti en täppa vid deras torp."